# 990
| 990                |
| ------------------ |
| Dødsfald - Fødsler |
|                    |

| Gregoriansk kalender | 990 CMXC                |
| Ab urbe condita      | 1743                    |
| Armensk kalender     | 439 ԹՎ ՆԼԹ              |
| Kinesiske kalender   | 3686 – 3687 己丑 – 庚寅 |
| Etiopisk kalender    | 982 – 983               |
| Jødisk kalender      | 4750 – 4751             |
| Hindukalendere       |                         |
| - Vikram Samvat      | 1045 – 1046             |
| - Shaka Samvat       | 912 – 913               |
| - Kali Yuga          | 4091 – 4092             |
| Iransk kalender      | 368 – 369               |
| Islamisk kalender    | 380 – 381               |

Se også 990 (tal)

## Begivenheder
- 1. januar - Rusland indfører den julianske kalender. Dette sker, fordi Vladimir 1. har ladet sig døbe og indført kristendommen til landet i den græsk-ortodokse form.

## Dødsfald
- Athelgar, ærkebiskop af Canterbury